# Подуяне (район)
„Подуяне“ или „Подуене“ е район на Столичната община. Той включва кварталите „Подуяне“, „Васил Левски“ (разделен на „Васил Левски“, „Левски-В“ и „Левски-Г“), „Хаджи Димитър“, „Стефан Караджа“, „Сухата река“ и „Малашевци“, както и Научно-производствена зона Хаджи Димитър (НПЗ Хаджи Димитър). Граници на района са Владайската река на северозапад; ж.п. линията Централна гара – Подуяне на юг; на изток-югоизток ул. „Георги Спасов“, ул. „Витиня“, ул. „Стоян Попов“, ул. „528-ма“, ул. „Летоструй“, бул. „Източна тангента“ и бул. Ботевградско шосе“; а на североизток бул. „Владимир Вазов“ и границата на „Левски-Г“ и Малашевските гробища с район „Кремиковци“.
Подуяне е едно от първите присъединили се села към новата столица с Указ № 1118 от 16.03.1881 г. Празник на района е 1 юни.
Към 15 юни 2023 г. в района живеят 77 945 души по настоящ адрес и 82 480 души по постоянен адрес.

## История
Най-ранните писмени сведения за Подуяне се намират в турските данъчни регистри от периода 1447 – 1480 г. Подуяне е бивше село, присъединено към столицата още през 1881 г. – споменава се в творбите на Елин Пелин. През 20-те години на XX век се създават кварталите „Хаджи Димитър“ и „Сухата река“ и бързо се застрояват с къщи на преселници, главно от Северозападна България. Това е оставило следа в наименованието на някои улици в района („Тодорини кукли“, „Петрохан“ и др.).

## Териториална структура
Район „Подуяне“ от всички страни е обграден с жп линии. Основно значение има международната жп магистрала, която разделя района от Центъра. През района преминават две реки – Перловската и Слатинската, а Владайската река е граница с район „Сердика“. Бул. „Владимир Вазов“, който минава по Перловската река, разделя района на две части:
- северозападна – ж.к. „Хаджи Димитър“, ж.к. „Стефан Караджа“, кв. „Малашевци“ и ж.к. „Левски-Г“;
- югоизточна – кв. „Подуяне“, ж.к. „Сухата река“, кв. „Васил Левски“ и ж.к. „Левски-В“.

Слатинската река разделя кв. „Сухата река“ от кв. „Васил Левски“, а бул. „Владимир Вазов“ разделя кв. „Левски“ на две части – „В“ и „Г“.
Подуяне се състои от два „смесени“ (с блокове и къщи) жилищни комплекса – „Хаджи Димитър“ и „Сухата река“, един изцяло блоков жилищен комплекс – „Левски“ (В и Г) и един квартал от къщи – „Васил Левски“. Кв. „Подуяне“ е естествено свързан със „Сухата река“ и може да се води негова първа част, особено след презастрояването от 90-те години на XX век и предстоящата модернизация, а ж.к. „Стефан Караджа“ представлява трета част на „Хаджи Димитър“. Останалите две части, разделени главно от ул. „Макгахан“, са по-старата „бяла“ част (блокове от 70-те и началото на 80-те години на XX век) и по-новата „цветна“ част (блокове от средата на 80-те години на XX век).

## Квартали
- Васил Левски (Карта)
- Враждебна (Карта) – малка част
- Левски В (Карта)
- Левски Г (Карта)
- Подуяне (Карта) – много малка част
- Сухата река (Карта)
- Хаджи Димитър (жилищен комплекс) (Карта)
- Хаджи Димитър (промишлена зона) (Карта) – по-голямата част

В района влизат и Малашевските гробища (Карта), а част от територията му не е включена в определен квартал – промишлената зона около гара „Подуяне“ и слабо застроената промишлена зона в северната част на района.

## Население
Районът е трети в столицата по население – 82 564 жители (към 2012 г.), след „Люлин“ и „Младост“. Съответно в „Хаджи Димитър“ живеят 25 000, в „Сухата река“, заедно с кв. „Подуяне“ – 25 000, в ж.к. „Левски“ (В и Г) – 15 000 и в кв. „Левски“ – 10 000.
В квартал „Подуяне“ се намира православният храм „Св. Богородица“. В квартал „Хаджи Димитър“ се намира православният храм „Св. Димитър“.

### Възрастова структура
Сравнително застаряла:
- в подтрудоспособна възраст: 16,3% от населението (при 14,7% общо за София) въпреки заселването на студенти и млади хора от страната;
- в трудоспособна възраст: 64,8% от населението (при 63% за София);
- в надтрудоспособна възраст: 18,9% от населението (при 22,3% за София).

### Етническа структура
| райони  | общо-д. | възрастова структура – % | възрастова структура – % | възрастова структура – % | образователна структура – % | образователна структура – % | образователна структура – % | образователна структура – % | образователна структура – % | образователна структура – % | етническа структура – % | етническа структура – % | етническа структура – % | етническа структура – % | икон. а-ст-% | б-ца-% |
| райони  | общо-д. | подтр. в-ст              | тр. в-ст                 | надтр. в-ст              | висше                       | полув.                      | ср.                         | осн.                        | начално                     | незав. начално              | българи                 | турци                   | роми                    | други                   | икон. а-ст-% | б-ца-% |
| София   | 1170842 | 14,7                     | 63,0                     | 22,3                     | 21,8                        | 5,5                         | 42,2                        | 14,6                        | 5,8                         | 4,0                         | 96,0                    | 0,5                     | 1,5                     | 1,2                     | 49,1         | 4,5    |
| Подуяне | 75004   | 16,3                     | 64,8                     | 18,9                     | 15,1                        | 5,7                         | 46,7                        | 15,5                        | 6,4                         | 4,3                         | 97,4                    | 0,6                     | 1,0                     | 0,7                     | 52,8         | 4,5    |

Източник: София в числа, НСИ, 2003
Преброяване на населението през 2011 г.
Численост и дял на етническите групи според преброяването на населението през 2011 г.:
|                     | Численост | Дял (в %) |
| Общо                | 76 672    | 100.00    |
| Българи             | 67 207    | 87.65     |
| Турци               | 361       | 0.47      |
| Цигани              | 431       | 0.56      |
| Други               | 370       | 0.48      |
| Не се самоопределят | 489       | 0.63      |
| Неотговорили        | 7814      | 10.19     |

## Образователна инфраструктура
В района има Артколеж и 11 училища:
- 4 средни – 24 СУ „Пейо Крачолов Яворов“, 44 СУ „Неофит Бозвели“, 95 СУ „Професор Иван Шишманов“, 130 СУ „Стефан Караджа“ и 166 „Васил Левски“ (спортно);
- 7 основни – 42 ОУ „Хаджи Димитър“, 49 ОУ „Бенито Хуарес“, 106 ОУ „Григорий Цамблак“, 124 ОУ „Васил Левски“, 143 ОУ „Георги Бенковски“ и 199 ОУ „Свети Апостол Йоан Богослов“
- 3 ОДЗ, 9 детски градини и 2 детски ясли, 117 ЦДГ на ул. „Ботьо Петков“ е открита през 1963 г.
- Читалище НЧ „Възраждане“, основано през 1928 г.

## Търговска и развлекателна инфраструктура
В района има магазини: „Билла“, „Фантастико“, „Домко“, „Практис“, „Т Маркет", „Зора“, „Кауфланд“, два базара – „Герена“ и „Поли“, два пазара за плодове и зеленчуци – „Герена“ и „Хаджи Димитър“. Също така се помещават и Бизнес център „Стефан Караджа“ и Балкан Стар.
На границата на район Подуяне и Кремиковци има магазини „Техмарт“ (бивш „Техномаркет“), „HomeMax“, Inter cars (бивш хранителен магазин Roda megamarket) и ресторант KFC Drive Thru. Има и плувно-развлекателен комплекс „Варадеро“ с налични 1 голям и 2 малки басейна и водна пързалка.

## Здравна инфраструктура
В района има 2 ДКЦ-та: бившите 23-та и 18-а поликлиники. Районът се обслужва от МБАЛ „Царица Йоана“ (бивш ИСУЛ).